# Puerto Berrio Airport
Puerto Berrio Airport är en flygplats i Colombia.   Den ligger i departementet Antioquía, i den centrala delen av landet, 210 km norr om huvudstaden Bogotá. Puerto Berrio Airport ligger 109 meter över havet.
Terrängen runt Puerto Berrio Airport är platt, och sluttar österut. Runt Puerto Berrio Airport är det glesbefolkat, med 9 invånare per kvadratkilometer. Närmaste större samhälle är Puerto Berrío, 3,6 km norr om Puerto Berrio Airport. Omgivningarna runt Puerto Berrio Airport är en mosaik av jordbruksmark och naturlig växtlighet.